# Jeleniowo
Jeleniowo (niem. Jellinowen, 1938–1945 Gellen, do 14 lutego 2002 Jeleniewo) – wieś mazurska w Polsce położona w województwie warmińsko-mazurskim, w powiecie szczycieńskim, w gminie Dźwierzuty. W latach 1975–1998 miejscowość administracyjnie należała do województwa olsztyńskiego.
15 lutego 2002 nastąpiła zmiana nazwy z Jeleniewo na Jeleniowo.
Na zachodzie od wsi znajdują się jeziora: Babięty Wielkie, Miętkie i Słupek, a na wschodzie jeziora Łączek i Krawno. Wieś położona z dala od skupisk ludzkich z zachowanym, historycznym budownictwem.
| SIMC    | Nazwa      | Rodzaj                  |
| ------- | ---------- | ----------------------- |
| 0473253 | Babięty    | przysiółek (do 2023 r.) |
| 0473247 | Zimna Woda | część wsi, do 2024 r.   |

## Historia
Wieś lokowana w 1579 r. na prawie chełmińskim. W 1938 r. w ramach akcji germanizacyjnej zmieniono urzędową nazwę wsi na Gellen. Przed 1945 r. była to duża wieś z 60 gospodarstwami rolnymi.

## Zabytki
- Murowane domy, pochodzące z początku XX w.
- Jednoklasowa szkoła, założona na planie litery T, znajdująca się w centrum wsi.
- Cmentarz ewangelicki, położony wśród starych drzew, na skraju wsi.